# ولسوالی قره‌باغ، ولایت غزنی
ولسوالی قره‌باغ یکی از ۱۹ ولسوالی ولایت غزنی به مرکزیت قره‌باغ در جنوب خاوری افغانستان است. این ولسوالی ۱۴۸۱ کیلومترمربع مساحت و جمعیت آن در سال ۱۳۹۹ حدود ۱۶۱٬۴۲۴ نفر می‌باشد.
مردمان این منطقه را هزاره‌ها و پشتون‌ها تشکیل می‌دهند که به‌طور تخمینی ۵۰ ٪ هزاره و ۵۰ ٪ پشتون هستند.
مناطق هزاره نشین ان عبارتنداز: بازار نوآباد، آیین، توچی، جمال، میرک، سیدولی، قره چه، جنگلگ، نیخته، قلوچ کهنه ده بینی غار، قلیاقل، زرسن، اصغیر، گلکوه، بیرم، بیدره، الخشو، گاومرده، شاکی بلاغ، میلور، کته غار، پیده، زردآلو، بوسنه، ده بدی، ده بخشی، نای قلعه، شاکی نوکه، تمکی، طاقچی، ناله، قانی، ورقه،

## جغرافیا
ولسوالی قره‌باغ در ۵۶ کیلومتری جنوب غربی غزنی در شرق افغانستان قرار دارد. این ولسوالی در همسایگی با ولسوالی‌های مقر، ناور، جاغوری، آب‌بند، گیرو، اندر، واغز و جغتو هم‌مرز است.
| ژ                                                   | ف       | م        | آ       | م      | ژ       | ژ       | آ       | س       | اُ       | ن        | د       |
| ۲۷ ۲ ۹−                                             | ۹۳ ۶ ۸− | ۸۳ ۲۲ ۳− | ۷۷ ۳۲ ۳ | ۷ ۴۲ ۹ | ۴ ۴۶ ۱۴ | ۲ ۴۵ ۱۶ | ۹ ۴۴ ۱۴ | ۹ ۴۱ ۱۰ | ۲۶ ۳۳ ۴ | ۱۹ ۲۲ ۴− | ۸ ۱۱ ۹− |
| میانگین بالاترین و پایین‌ترین دما به مقیاس سانتیگراد |         |          |         |        |         |         |         |         |         |          |         |
| بارندگی به مقیاس میلی‌متر                            |         |          |         |        |         |         |         |         |         |          |         |
| منبع: <Climate-Data.org                             |         |          |         |        |         |         |         |         |         |          |         |

| مقیاس فارنهایت و اینچ                              | مقیاس فارنهایت و اینچ | مقیاس فارنهایت و اینچ | مقیاس فارنهایت و اینچ | مقیاس فارنهایت و اینچ | مقیاس فارنهایت و اینچ | مقیاس فارنهایت و اینچ | مقیاس فارنهایت و اینچ | مقیاس فارنهایت و اینچ | مقیاس فارنهایت و اینچ | مقیاس فارنهایت و اینچ | مقیاس فارنهایت و اینچ |
| -------------------------------------------------- | --------------------- | --------------------- | --------------------- | --------------------- | --------------------- | --------------------- | --------------------- | --------------------- | --------------------- | --------------------- | --------------------- |
| ژ                                                  | ف                     | م                     | آ                     | م                     | ژ                     | ژ                     | آ                     | س                     | اُ                     | ن                     | د                     |
| ۱٫۱ ۳۶۱۶                                           | ۳٫۷ ۴۳۱۸              | ۳٫۳ ۷۲۲۷              | ۳ ۹۰۳۷                | ۰٫۳ ۱۰۸۴۸             | ۰٫۲ ۱۱۵۵۷             | ۰٫۱ ۱۱۳۶۱             | ۰٫۴ ۱۱۱۵۷             | ۰٫۴ ۱۰۶۵۰             | ۱ ۹۱۳۹                | ۰٫۷ ۷۲۲۵              | ۰٫۳ ۵۲۱۶              |
| میانگین بالاترین و پایین‌ترین دما به مقیاس فارنهایت |                       |                       |                       |                       |                       |                       |                       |                       |                       |                       |                       |
| بارندگی به مقیاس اینچ                              |                       |                       |                       |                       |                       |                       |                       |                       |                       |                       |                       |

| ژ                                                   | ف       | م        | آ       | م      | ژ       | ژ       | آ       | س       | اُ       | ن        | د       |
| ۲۷ ۲ ۹−                                             | ۹۳ ۶ ۸− | ۸۳ ۲۲ ۳− | ۷۷ ۳۲ ۳ | ۷ ۴۲ ۹ | ۴ ۴۶ ۱۴ | ۲ ۴۵ ۱۶ | ۹ ۴۴ ۱۴ | ۹ ۴۱ ۱۰ | ۲۶ ۳۳ ۴ | ۱۹ ۲۲ ۴− | ۸ ۱۱ ۹− |
| میانگین بالاترین و پایین‌ترین دما به مقیاس سانتیگراد |         |          |         |        |         |         |         |         |         |          |         |
| بارندگی به مقیاس میلی‌متر                            |         |          |         |        |         |         |         |         |         |          |         |
| منبع: <Climate-Data.org                             |         |          |         |        |         |         |         |         |         |          |         |

| مقیاس فارنهایت و اینچ                              | مقیاس فارنهایت و اینچ | مقیاس فارنهایت و اینچ | مقیاس فارنهایت و اینچ | مقیاس فارنهایت و اینچ | مقیاس فارنهایت و اینچ | مقیاس فارنهایت و اینچ | مقیاس فارنهایت و اینچ | مقیاس فارنهایت و اینچ | مقیاس فارنهایت و اینچ | مقیاس فارنهایت و اینچ | مقیاس فارنهایت و اینچ |
| -------------------------------------------------- | --------------------- | --------------------- | --------------------- | --------------------- | --------------------- | --------------------- | --------------------- | --------------------- | --------------------- | --------------------- | --------------------- |
| ژ                                                  | ف                     | م                     | آ                     | م                     | ژ                     | ژ                     | آ                     | س                     | اُ                     | ن                     | د                     |
| ۱٫۱ ۳۶۱۶                                           | ۳٫۷ ۴۳۱۸              | ۳٫۳ ۷۲۲۷              | ۳ ۹۰۳۷                | ۰٫۳ ۱۰۸۴۸             | ۰٫۲ ۱۱۵۵۷             | ۰٫۱ ۱۱۳۶۱             | ۰٫۴ ۱۱۱۵۷             | ۰٫۴ ۱۰۶۵۰             | ۱ ۹۱۳۹                | ۰٫۷ ۷۲۲۵              | ۰٫۳ ۵۲۱۶              |
| میانگین بالاترین و پایین‌ترین دما به مقیاس فارنهایت |                       |                       |                       |                       |                       |                       |                       |                       |                       |                       |                       |
| بارندگی به مقیاس اینچ                              |                       |                       |                       |                       |                       |                       |                       |                       |                       |                       |                       |